# Úrvalsdeild 1996
Thống kê của Úrvalsdeild mùa giải 1996.

## Tổng quan
Có đội tham gia 10 teams, và ÍA giành chức vô địch. KR's Ríkharður Daðason là vua phá lưới với 14 bàn thắng.

## Bảng xếp hạng
| Vị thứ | Câu lạc bộ | St | T  | H | B  | BT | BB | HS  | Đ  |
| ------ | ---------- | -- | -- | - | -- | -- | -- | --- | -- |
| 1      | ÍA         | 18 | 13 | 1 | 4  | 46 | 19 | +27 | 40 |
| 2      | KR         | 18 | 11 | 4 | 3  | 38 | 16 | +22 | 37 |
| 3      | Leiftur    | 18 | 8  | 5 | 5  | 33 | 28 | +5  | 29 |
| 4      | ÍBV        | 18 | 8  | 1 | 9  | 30 | 33 | -3  | 25 |
| 5      | Valur      | 18 | 7  | 3 | 8  | 23 | 25 | -2  | 24 |
| 6      | Stjarnan   | 18 | 6  | 5 | 7  | 25 | 32 | -7  | 23 |
| 7      | Grindavík  | 18 | 5  | 4 | 9  | 23 | 34 | -11 | 19 |
| 8      | Keflavík   | 18 | 4  | 7 | 7  | 16 | 28 | -12 | 19 |
| 9      | Fylkir     | 18 | 5  | 3 | 10 | 26 | 30 | -4  | 18 |
| 10     | Breiðablik | 18 | 3  | 7 | 8  | 19 | 34 | -15 | 16 |